# Billy Bragg
Stephen William Bragg, kendt som Billy Bragg (født 20. december 1957 i Barking, London), er en britisk sanger og sangskriver kendt for sin blanding af folkmusik, punk og protestsange. Hans tekster omhandler både romantiske og politiske temaer.
Bragg har samarbejdet med blandt andet Johnny Marr fra The Smiths, Leon Rosselson, medlemmer ud af R.E.M., Less Than Jake, Kirsty MacColl og Wilco.
Bragg spiller og taler ofte under Tolpuddle Martyrs festival. Billy Bragg har spillet på Roskilde Festival tre gange, i 1985, 1986 og 1996.